# Jacksonoides nubilis
Jacksonoides nubilis är en spindelart som beskrevs av Fred R. Wanless 1988. Jacksonoides nubilis ingår i släktet Jacksonoides och familjen hoppspindlar. Inga underarter finns listade i Catalogue of Life.